# A Coruña
A Coruña (španjolski La Coruña; galicijski A Coruña) je grad u Španjolskoj autonomnoj zajednici Galiciji. Prostire se na površini od 37,83 km² i ima 246.056 stanovnika.

## Zanimljivost
- Torre de Hércules – najstariji svjetionik svijeta

## Poznate osobe
- Emilia Pardo Bazán (1851. – 1921.)
- Eduardo Dato Iradier (1856. – 1921.)
- Ramón Menéndez Pidal (1869. – 1968.)
- José Millán Astray (1879. – 1954.)
- Santiago Casares Quiroga (1884. – 1950.)
- Salvador de Madariaga y Rojo (1896. – 1978.)

## Šport
- Deportivo de La Coruña, nogometni klub

## Vanjske povenice
- Službena web stranica grada
- Turističke informacije

## Galerija
- obala
- Spomenik i toranj Hércules
- kuće na obali